# Ten moment
Ten moment – siódmy album studyjny Edyty Bartosiewicz, wydany 8 maja 2020 przez własną wytwórnię Eba Records. Muzykę i teksty piosenek z płyty napisała sama artystka. Single z albumu to: „Lovesong”, „Cyrk” oraz tytułowy „Ten moment”.

## Lista utworów
| Nr | Tytuł utworu                | Długość |
| -- | --------------------------- | ------- |
| 1. | „Lovesong”                  | 4:31    |
| 2. | „Widzimy się i tak”         | 3:46    |
| 3. | „Małgosia i Pogromcy Mitów” | 3:45    |
| 4. | „Kpt. L.J.”                 | 4:47    |
| 5. | „Cichy zabójca”             | 4:56    |
| 6. | „cYRK”                      | 3:42    |
| 7. | „Monstrum”                  | 7:02    |
| 8. | „Brawo, Syzyf!”             | 2:54    |
| 9. | „Ten Moment”                | 5:03    |
|    |                             | 40:26   |